# Теодор Черниговски
Теодор Черниговски († 1244) – бојар; свети мученик Руске православне цркве.

## Биографија
Свети Теодор је био бојар Чернигова. Током инвазије на Бату-кан, након пустошења Кијева и Чернигова, хански званичници су пописали народ и увели му данак. Стигавши у Чернигов, понудили су черниговском принцу Михаилу Всеволодовичу да оде у Хорду са послушношћу Батуу и од њега добије дозволу за управљање њиховим имањима. Не видевши нигде помоћи, принц Михаил је био принуђен да пристане на предлог и са својим блиским саборцем бојаром Теодором отишао је у Хорду .
У Златној хорди су дуго тражила прилику да убију принца Михаила, јер су знали за његове покушаје да наговори мађарског краља и друге принчеве да подигну војску против Татара. Када је Михаил Всеволодович стигао у Хорду, замољен је да прође кроз ватрену ломачу пред седиштем хана да се очисти од свих злих намера против Батуа и поклони незнабожачким божанствима, за шта му је обећано зависно поседовање кнежевине. Свети принц Михаил и његов бојар Теодор одбили су речима: „Хришћанин се клања само Богу, Створитељу света, а не створењима; спремни смо да се поклонимо краљу, како му је Бог поверио судбину земаљских царстава “ 
Принц Михаил Всеволодович је убијен у граду Сараj Бату 20. септембра 1244. године, након чега су Татари почели да убеђују бојара Теодора да се одрекне Христа, нудили су му разне почасти, па чак и кнежевину: „Ако се поклоните нашим боговима, добићете читаву кнежевину вашег принца “, али Теодор је одговорио:„ Не желим принчевство и не клањам се твојим боговима, већ желим да страдам за Христа, као мој принц! “ , након тога бојар је мучен, а затим му је одрубљена глава.
Тела мученика бачена су псима, али их је Бог сачувао све док их хришћани нису превезли у град Чернигов. 14. фебруара 1572. године тела светих Михаила и Теодора пребачена су у Москву, где су положена у цркву светих Михаила и Тедора Черниговских, затим у Сретењски храм и на крају 21. новембра 1774. пребачени су у Архангелски храм 
Успомена на Михаила и Теодора прославља се 20. септембра и 14. фебруара.